# Cerneatîn, Jmerînka
Cerneatîn (în ucraineană Чернятин) este localitatea de reședință a comunei Cerneatîn din raionul Jmerînka, regiunea Vinnița, Ucraina.

## Demografie
Componența lingvistică a localității Cerneatîn
     Ucraineană (99,4%)
     Alte limbi (0,48%)
Conform recensământului din 2001, majoritatea populației localității Cerneatîn era vorbitoare de ucraineană (99,4%), existând în minoritate și vorbitori de alte limbi.